# جون ستيرنز
جون ستيرنز (بالإنجليزية: John Stearns)‏ هو لاعب كرة قاعدة أمريكي، ولد في 21 أغسطس 1951 في دنفر في الولايات المتحدة.

## وصلات خارجية
- جون ستيرنز على موقع دوري كرة القاعدة الرئيسي (الإنجليزية)
- جون ستيرنز على موقعبيزبول رفرنس.كوم (الدوري الرئيسي) (الإنجليزية)
- جون ستيرنز على موقعبيزبول رفرنس.كوم (الدوري الثانوي) (الإنجليزية)
- جون ستيرنز على موقع إي إس بي إن.كوم (أم.أل.بي) (الإنجليزية)
- جون ستيرنز على موقع مشجعي الرسوم البيانية (الإنجليزية)